# Vanessa Voigtová
Vanessa Voigtová (* 7. října 1996 Šmalkaldy) je německá reprezentantka v biatlonu a bronzová olympijská medailistka ze závodu ženských štafet na pekingské olympiádě.
Biatlonu se věnuje od roku 2013. Ve světovém poháru debutovala v březnu 2021 v novoměstském sprintu, kde dojela na 64. místě.
Ve své dosavadní kariéře nezvítězila ve světovém poháru v žádném individuálním závodě. Jejím doposud nejlepším umístěním je druhé místo ze sprintu z Otepää z března 2022. Dvakrát zvítězila v kolektivních závodech – jednou ve smíšeném závodu dvojic a jednou v ženské štafetě.
Na pekingských olympijských hrách pak obsadila ve vytrvalostním závodě čtvrté místo. 
Na nižším okruhu v IBU Cupu vyhrála čtyři závody, včetně celkového hodnocení poháru v sezóně 2020/2021.

## Výsledky

### Olympijské hry a mistrovství světa
| Sezóna  | D   | Místo                | SP  | SZ  | HZ  | IZ  | ŠT | SŠT | SZD | Věk    |
| ------- | --- | -------------------- | --- | --- | --- | --- | -- | --- | --- | ------ |
| 2021/22 | ZOH | Peking               | 18. | 12. | 18. | 4.  | 3. | 5.  | ×   | 24 let |
| 2022/23 | MS  | Oberhof              | 41. | 46. | 23. | 19. | 2. | 6.  | –   | 25 let |
| 2023/24 | MS  | Nové Město na Moravě | 18. | 15. | 5.  | 5.  | 3. | 5.  | 6.  | 26 let |

Poznámka: Výsledky z olympijských her se do hodnocení světového poháru nezapočítávají; výsledky z mistrovství světa se dříve započítávaly, od mistrovství světa v roce 2023 se nezapočítávají.

## Vítězství v závodech světového poháru, na mistrovství světa a olympijských hrách

### Kolektivní
| Č. | sezóna    | datum             | místo                | disciplína           |
| -- | --------- | ----------------- | -------------------- | -------------------- |
| 1. | 2023/2024 | 20. ledna 2024    | Anterselva, Itálie   | smíšený závod dvojic |
| 2. | 2024/2025 | 15. prosince 2024 | Hochfilzen, Rakousko | štafeta              |